# Nymphalis fervescens
Nymphalis fervescens är en fjärilsart som beskrevs av Hans Ferdinand Emil Julius Stichel 1908. Nymphalis fervescens ingår i släktet Nymphalis och familjen praktfjärilar. Inga underarter finns listade i Catalogue of Life.